# Oštri Vrh
Oštri Vrh is een plaats in de gemeente Staro Petrovo Selo in de Kroatische provincie Brod-Posavina. De plaats telt 203 inwoners (2001).